# Lista siturilor arheologice din județul Caraș-Severin - C
Lista siturilor arheologice din județul Caraș-Severin - C conține toate siturile arheologice din județul Caraș-Severin înscrise în Repertoriul Arheologic Național (RAN) și aflate în localități al căror nume începe cu litera C. RAN este administrat de Ministerul Culturii și Patrimoniului Național și cuprinde date științifice, cartografice, topografice, imagini și planuri, precum și orice alte informații privitoare la zonele cu potențial arheologic, studiate sau nu, încă existente sau dispărute.
Puteți căuta un sit din localitățile care încep cu litera C folosind formularul de mai jos sau puteți naviga prin toate siturile din județ la Lista siturilor arheologice din județul Caraș-Severin.
| Cod RAN                                  | Denumire | Localitate                                          | Adresă                       | Datare                                             | Descoperit | Coordonate                                            | Imagine           | Erori            |
| ---------------------------------------- | --- | --------------------------------------------------- | ---------------------------- | -------------------------------------------------- | ---------- | ----------------------------------------------------- | ----------------- | ---------------- |
| 51813.01.01                              | Cetatea medievală de la Carașova - "Grad" / ansamblu anonim (Categorie: locuire civilă) (Tip: Cetate)                                                                                             | sat Carașova, comuna Carașova                       | Dealul Grad                  |                                                    |            | 45°13′00″N 21°53′00″E / 45.21667°N 21.88333°E         | Încărcați imagine | Raportați eroare |
| 51029.09.01                              | Necropola de incinerație din epoca fierului de la Caransebeș-Șușară-Rovină / ansamblu Necropola de incinerație din epoca fierului Iaz (Categorie: descoperire funerară) (Tip: Necropolă tumulară) | municipiul Caransebeș                               | Șușară-Rovină                | Basarabi                                           | 1987       |                                                       | Încărcați imagine | Raportați eroare |
| 51029.01.01 (Cod LMI: CS-I-m-B-10797.04) | Situl arheologic de la Caransebeș - "Câmpul lui Andrei" / ansamblu anonim (Categorie: locuire civilă) (Tip: Așezare)                                                                              | municipiul Caransebeș                               | Câmpul lui Andrei            | Tiszapolgár                                        |            |                                                       | Încărcați imagine | Raportați eroare |
| 51029.01.02 (Cod LMI: CS-I-m-B-10797.03) | Situl arheologic de la Caransebeș - "Câmpul lui Andrei" / ansamblu anonim (Categorie: locuire civilă) (Tip: Așezare)                                                                              | municipiul Caransebeș                               | Câmpul lui Andrei            | Vatina                                             |            |                                                       | Încărcați imagine | Raportați eroare |
| 51029.01.03 (Cod LMI: CS-I-m-B-10797.02) | Situl arheologic de la Caransebeș - "Câmpul lui Andrei" / ansamblu anonim (Categorie: locuire civilă) (Tip: Așezare)                                                                              | municipiul Caransebeș                               | Câmpul lui Andrei            |                                                    |            |                                                       | Încărcați imagine | Raportați eroare |
| 51029.01.04 (Cod LMI: CS-I-m-B-10797.01) | Situl arheologic de la Caransebeș - "Câmpul lui Andrei" / ansamblu anonim (Categorie: locuire civilă) (Tip: Așezare)                                                                              | municipiul Caransebeș                               | Câmpul lui Andrei            |                                                    |            |                                                       | Încărcați imagine | Raportați eroare |
| 51029.03.01 (Cod LMI: CS-I-m-B-10799.02) | Situl arheologicde la Caransebeș - "Mehala" / ansamblu anonim (Categorie: locuire civilă) (Tip: Villa rustica)                                                                                    | municipiul Caransebeș                               | Mehala                       | romană sec. II - III                               |            |                                                       | Încărcați imagine | Raportați eroare |
| 51029.03.02 (Cod LMI: CS-I-m-B-10799.01) | Situl arheologicde la Caransebeș - "Mehala" / ansamblu anonim (Categorie: locuire civilă) (Tip: Necropolă)                                                                                        | municipiul Caransebeș                               | Mehala                       | sec. XIV                                           |            |                                                       | Încărcați imagine | Raportați eroare |
| 51029.03.03 (Cod LMI: CS-I-s-B-10799)    | Situl arheologicde la Caransebeș - "Mehala" / ansamblu anonim (Categorie: locuire civilă) (Tip: Așezare)                                                                                          | municipiul Caransebeș                               | Mehala                       | Basarabi                                           |            |                                                       | Încărcați imagine | Raportați eroare |
| 51029.05.01 (Cod LMI: CS-I-s-A-10800)    | Templul roman de la Caransebeș - "Sat Bătrân" / ansamblu Templul închinat lui Apollo (rezervație arheologică) (Categorie: structură de cult/religioasă) (Tip: Templu)                             | municipiul Caransebeș                               | Iaz                          | romană sec. II - III                               |            | 45°27′59″N 22°13′17″E / 45.46639°N 22.22139°E         | Încărcați imagine | Raportați eroare |
| 51029.05.02 (Cod LMI: CS-I-s-A-10800)    | Templul roman de la Caransebeș - "Sat Bătrân" / ansamblu anonim (Categorie: structură de cult/religioasă) (Tip: Necropolă)                                                                        | municipiul Caransebeș                               | Iaz                          | dacică sec. IV-III                                 |            | 45°27′59″N 22°13′17″E / 45.46639°N 22.22139°E         | Încărcați imagine | Raportați eroare |
| 51029.08.01 (Cod LMI: CS-I-s-B-10806)    | Cetatea medievală de la Caransebeș / ansamblu anonim (Categorie: locuire civilă) (Tip: Cetate) | municipiul Caransebeș                               | str. Cetății și Potocului    | sec. XIV - XV                                      |            |                                                       | Încărcați imagine | Raportați eroare |
| 51029.08.02 (Cod LMI: CS-I-s-B-10806)    | Cetatea medievală de la Caransebeș / ansamblu anonim (Categorie: locuire civilă) (Tip: Așezare)                                                                                                   | municipiul Caransebeș                               | str. Cetății și Potocului    | sec. VIII-X d. Chr                                 |            |                                                       | Încărcați imagine | Raportați eroare |
| 51859.01.01 (Cod LMI: CS-I-s-B-10809)    | Construcție romană de la Cărbunari - "Boiște" / ansamblu anonim (Categorie: construcție) (Tip: Construcție)                                                                                       | sat Cărbunari, comuna Cărbunari                     | Boiște                       | romană sec. II - III                               |            |                                                       | Încărcați imagine | Raportați eroare |
| 51859.02.01 (Cod LMI: CS-I-m-B-10810.02) | Situl arheologic de la Cărbunari - "Peștera Urzicari" / ansamblu anonim (Categorie: locuire civilă) (Tip: Locuire)                                                                                | sat Cărbunari, comuna Cărbunari                     | Peștera Urzicari             |                                                    |            |                                                       | Încărcați imagine | Raportați eroare |
| 51859.02.02 (Cod LMI: CS-I-m-B-10810.01) | Situl arheologic de la Cărbunari - "Peștera Urzicari" / ansamblu anonim (Categorie: locuire civilă) (Tip: Locuire)                                                                                | sat Cărbunari, comuna Cărbunari                     | Peștera Urzicari             |                                                    |            |                                                       | Încărcați imagine | Raportați eroare |
| 51957.01.01 (Cod LMI: CS-I-s-B-10811)    | Necropola medievală de la Ciclova Română - "La Morminți" / ansamblu anonim (Categorie: descoperire funerară) (Tip: Necropolă)                                                                     | sat Ciclova Română, comuna Ciclova Română           | La Morminți                  | sec. XIV                                           |            |                                                       | Încărcați imagine | Raportați eroare |
| 52179.01.01 (Cod LMI: CS-I-s-B-10813)    | Așezarea Coțofeni de la Cornereva - "Piatra Ilișovei" / ansamblu anonim (Categorie: locuire civilă) (Tip: Așezare)                                                                                | sat Cornereva, comuna Cornereva                     | Piatra Ilișovei              | Coțofeni                                           |            |                                                       | Încărcați imagine | Raportați eroare |
| 53443.01.01 (Cod LMI: CS-I-m-B-10814.02) | Castrul roman de la Cornuțel - "Dealul Cozlari" / ansamblu anonim (Categorie: locuire militară) (Tip: Castru)                                                                                     | sat Cornuțel, comuna Păltiniș                       | Dealul Cozlari               | romană sec. II - III                               |            |                                                       | Încărcați imagine | Raportați eroare |
| 53443.01.02 (Cod LMI: CS-I-m-B-10814.01) | Castrul roman de la Cornuțel - "Dealul Cozlari" / ansamblu Caput Bubali (Categorie: locuire militară) (Tip: Așezare civilă)                                                                       | sat Cornuțel, comuna Păltiniș                       | Dealul Cozlari               | romană sec. II - III                               |            |                                                       | Încărcați imagine | Raportați eroare |
| 53443.01.03 (Cod LMI: CS-I-s-B-10814)    | Castrul roman de la Cornuțel - "Dealul Cozlari" / ansamblu anonim (Categorie: locuire militară) (Tip: Depozit)                                                                                    | sat Cornuțel, comuna Păltiniș                       | Dealul Cozlari               |                                                    |            | 45°25′57″N 22°05′31″E / 45.43236445°N 22.0919765722°E | Încărcați imagine | Raportați eroare |
| 53498.01 (Cod LMI: CS-I-s-A-10815)       | Situl arheologic de la Coronini - "Culă" (Categorie: locuire) (Tip: așezare și necropolă) | sat Coronini, comuna Coronini                       | Culă                         | secolele VIII-X, secolele II î. Chr-I d. Chr., sec |            | 44°40′23″N 21°40′50″E / 44.67305°N 21.68056°E         | Încărcați imagine | Raportați eroare |
| 53498.01.01 (Cod LMI: CS-I-m-A-10815.03) | Situl arheologic de la Coronini - "Culă" / ansamblu anonim (Categorie: locuire) (Tip: Așezare) | sat Coronini, comuna Coronini                       | Culă                         |                                                    |            | 44°40′23″N 21°40′50″E / 44.67305°N 21.68056°E         | Încărcați imagine | Raportați eroare |
| 53498.01.02 (Cod LMI: CS-I-m-A-10815.04) | Situl arheologic de la Coronini - "Culă" / ansamblu anonim (Categorie: locuire) (Tip: Fortificație)                                                                                               | sat Coronini, comuna Coronini                       | Culă                         |                                                    |            | 44°40′23″N 21°40′50″E / 44.67305°N 21.68056°E         | Încărcați imagine | Raportați eroare |
| 53498.01.03 (Cod LMI: CS-I-m-A-10815.02) | Situl arheologic de la Coronini - "Culă" / ansamblu anonim (Categorie: locuire) (Tip: Fortificație)                                                                                               | sat Coronini, comuna Coronini                       | Culă                         | geto-dacică secolele II î. Chr-I d. Chr.           |            | 44°40′23″N 21°40′50″E / 44.67305°N 21.68056°E         | Încărcați imagine | Raportați eroare |
| 53498.01.04 (Cod LMI: CS-I-m-A-10818)    | Situl arheologic de la Coronini - "Culă" / ansamblu anonim (Categorie: locuire) (Tip: Așezare) | sat Coronini, comuna Coronini                       | Culă                         |                                                    |            | 44°40′23″N 21°40′50″E / 44.67305°N 21.68056°E         | Încărcați imagine | Raportați eroare |
| 53498.01.05 (Cod LMI: CS-I-s-A-10815)    | Situl arheologic de la Coronini - "Culă" / ansamblu anonim (Categorie: locuire) (Tip: Necropolă)                                                                                                  | sat Coronini, comuna Coronini                       | Culă                         | sec. XII-XIII d. Chr.                              |            | 44°40′23″N 21°40′50″E / 44.67305°N 21.68056°E         | Încărcați imagine | Raportați eroare |
| 53498.01.06 (Cod LMI: CS-I-m-A-10815.01) | Situl arheologic de la Coronini - "Culă" / ansamblu Cetatea Ladislau (Donjonul de la Coronini) (Categorie: locuire) (Tip: Fortificație)                                                           | sat Coronini, comuna Coronini                       | Culă                         | secolul XV                                         |            | 44°40′23″N 21°40′50″E / 44.67305°N 21.68056°E         | Încărcați imagine | Raportați eroare |
| 53498.01.07 (Cod LMI: CS-I-s-A-10815)    | Situl arheologic de la Coronini - "Culă" / ansamblu anonim (Categorie: locuire) (Tip: tezaur) | sat Coronini, comuna Coronini                       | Culă                         | dacică                                             |            | 44°40′23″N 21°40′50″E / 44.67305°N 21.68056°E         | Încărcați imagine | Raportați eroare |
| 53498.01.08 (Cod LMI: CS-I-s-A-10815)    | Situl arheologic de la Coronini - "Culă" / ansamblu anonim (Categorie: locuire) (Tip: cetate de pământ)                                                                                           | sat Coronini, comuna Coronini                       | Culă                         | secolele V-VI                                      |            | 44°40′23″N 21°40′50″E / 44.67305°N 21.68056°E         | Încărcați imagine | Raportați eroare |
| 53498.01.09 (Cod LMI: CS-I-s-A-10815)    | Situl arheologic de la Coronini - "Culă" / ansamblu anonim (Categorie: locuire) (Tip: cetate de pământ)                                                                                           | sat Coronini, comuna Coronini                       | Culă                         | secolele VIII-X                                    |            | 44°40′23″N 21°40′50″E / 44.67305°N 21.68056°E         | Încărcați imagine | Raportați eroare |
| 53498.02.01 (Cod LMI: CS-I-m-B-10816.04) | Situl arheologic de la Coronini - "Gaura Chindiei I și II" / ansamblu anonim (Categorie: locuire) (Tip: Locuire)                                                                                  | sat Coronini, comuna Coronini                       | Gaura Chindiei I si II       |                                                    |            |                                                       | Încărcați imagine | Raportați eroare |
| 53498.02.02 (Cod LMI: CS-I-m-B-10816.03) | Situl arheologic de la Coronini - "Gaura Chindiei I și II" / ansamblu anonim (Categorie: locuire) (Tip: Ansamblu rupestru)                                                                        | sat Coronini, comuna Coronini                       | Gaura Chindiei I si II       |                                                    |            |                                                       | Încărcați imagine | Raportați eroare |
| 53498.02.03 (Cod LMI: CS-I-m-B-10816.01) | Situl arheologic de la Coronini - "Gaura Chindiei I și II" / ansamblu anonim (Categorie: locuire) (Tip: Locuire)                                                                                  | sat Coronini, comuna Coronini                       | Gaura Chindiei I si II       |                                                    |            |                                                       | Încărcați imagine | Raportați eroare |
| 53498.02.04 (Cod LMI: CS-I-m-B-10816.02) | Situl arheologic de la Coronini - "Gaura Chindiei I și II" / ansamblu anonim (Categorie: locuire) (Tip: Ansamblu rupestru)                                                                        | sat Coronini, comuna Coronini                       | Gaura Chindiei I si II       |                                                    |            |                                                       | Încărcați imagine | Raportați eroare |
| 53498.02.05 (Cod LMI: CS-I-s-B-10816)    | Situl arheologic de la Coronini - "Gaura Chindiei I și II" / ansamblu anonim (Categorie: locuire) (Tip: Locuire)                                                                                  | sat Coronini, comuna Coronini                       | Gaura Chindiei I si II       | Basarabi                                           |            |                                                       | Încărcați imagine | Raportați eroare |
| 53498.03.01 (Cod LMI: CS-I-m-B-10817.02) | Situl arheologic de la Coronini - "Gaura cu muscă" / ansamblu anonim (Categorie: locuire civilă) (Tip: Locuire)                                                                                   | sat Coronini, comuna Coronini                       | Gaura cu muscă               | Coțofeni                                           |            |                                                       | Încărcați imagine | Raportați eroare |
| 53498.03.02 (Cod LMI: CS-I-m-B-10817.03) | Situl arheologic de la Coronini - "Gaura cu muscă" / ansamblu anonim (Categorie: locuire civilă) (Tip: Locuire)                                                                                   | sat Coronini, comuna Coronini                       | Gaura cu muscă               |                                                    |            |                                                       | Încărcați imagine | Raportați eroare |
| 53498.03.03 (Cod LMI: CS-I-m-B-10817.01) | Situl arheologic de la Coronini - "Gaura cu muscă" / ansamblu anonim (Categorie: locuire civilă) (Tip: Locuire în peșteră)                                                                        | sat Coronini, comuna Coronini                       | Gaura cu muscă               | sec. XV - XIX                                      |            |                                                       | Încărcați imagine | Raportați eroare |
| 53498.03.04 (Cod LMI: CS-I-s-B-10817)    | Situl arheologic de la Coronini - "Gaura cu muscă" / ansamblu anonim (Categorie: locuire civilă) (Tip: Așezare în peșteră)                                                                        | sat Coronini, comuna Coronini                       | Gaura cu muscă               |                                                    |            |                                                       | Încărcați imagine | Raportați eroare |
| 51886.03.01 (Cod LMI: CS-I-s-B-10812)    | Biserica medievală de la Căvăran / ansamblu anonim (Categorie: structură de cult/religioasă) (Tip: Biserică)                                                                                      | sat Căvăran, comuna Constantin Daicoviciu           |                              | sec. XIV - XV                                      |            |                                                       | Încărcați imagine | Raportați eroare |
| 51029.02.01                              | Situl arheologic de la Caransebeș -"Balta Sărată" / ansamblu anonim (Categorie: locuire civilă) (Tip: Așezare)                                                                                    | municipiul Caransebeș                               | Balta Sărată                 | Vinča - A3-B1                                      |            |                                                       | Încărcați imagine | Raportați eroare |
| 51029.02.01                              | Situl arheologic de la Caransebeș -"Balta Sărată" / complex Locuința 26 (Categorie: locuire civilă) (Tip: locuință de suprafață nearsă)                                                           | municipiul Caransebeș                               | Balta Sărată                 | Vinča                                              |            |                                                       | Încărcați imagine | Raportați eroare |
| 51029.02.01                              | Situl arheologic de la Caransebeș -"Balta Sărată" / complex Bordeiul 27 (Categorie: locuire civilă) (Tip: bordei)                                                                                 | municipiul Caransebeș                               | Balta Sărată                 | Vinča                                              |            |                                                       | Încărcați imagine | Raportați eroare |
| 51029.02.01                              | Situl arheologic de la Caransebeș -"Balta Sărată" / complex Locuința 28 (Categorie: locuire civilă) (Tip: locuință de suprafață)                                                                  | municipiul Caransebeș                               | Balta Sărată                 | Vinča - B1                                         |            |                                                       | Încărcați imagine | Raportați eroare |
| 51029.02.01                              | Situl arheologic de la Caransebeș -"Balta Sărată" / complex Locuința 18 (Categorie: locuire civilă) (Tip: locuință)                                                                               | municipiul Caransebeș                               | Balta Sărată                 | Vinča - B1                                         |            |                                                       | Încărcați imagine | Raportați eroare |
| 51029.02.02                              | Situl arheologic de la Caransebeș -"Balta Sărată" / ansamblu anonim (Categorie: locuire civilă) (Tip: Așezare)                                                                                    | municipiul Caransebeș                               | Balta Sărată                 | Balta Sărată                                       |            |                                                       | Încărcați imagine | Raportați eroare |
| 51029.02.02                              | Situl arheologic de la Caransebeș -"Balta Sărată" / complex Groapa 20 (Categorie: locuire civilă) (Tip: groapă)                                                                                   | municipiul Caransebeș                               | Balta Sărată                 | Balta Sărată - III                                 |            |                                                       | Încărcați imagine | Raportați eroare |
| 51029.02.03                              | Situl arheologic de la Caransebeș -"Balta Sărată" / ansamblu anonim (Categorie: locuire civilă) (Tip: Așezare)                                                                                    | municipiul Caransebeș                               | Balta Sărată                 |                                                    |            |                                                       | Încărcați imagine | Raportați eroare |
| 51029.02.03                              | Situl arheologic de la Caransebeș -"Balta Sărată" / complex Groapa 21 (Categorie: locuire civilă) (Tip: bordei)                                                                                   | municipiul Caransebeș                               | Balta Sărată                 |                                                    |            |                                                       | Încărcați imagine | Raportați eroare |
| 51029.02.04                              | Situl arheologic de la Caransebeș -"Balta Sărată" / ansamblu anonim (Categorie: locuire civilă) (Tip: Așezare)                                                                                    | municipiul Caransebeș                               | Balta Sărată                 | Tiszapolgár                                        |            |                                                       | Încărcați imagine | Raportați eroare |
| 51476.01.01                              | Mănăstirea Sirina de la Cozla- "La Mănăstire" / ansamblu Biserica de la Sirina (Categorie: structură de cult/religioasă) (Tip: Biserică)                                                          | sat Cozla, comuna Berzasca                          | La Mănăstire                 | sec. XVI                                           |            |                                                       | Încărcați imagine | Raportați eroare |
| 52712.01.01                              | Fortificația de la Calina - "Moghila / ansamblu anonim (Categorie: locuire militară) (Tip: Fortificație)                                                                                          | sat Călina, comuna Dognecea                         | Moghila                      |                                                    |            |                                                       | Încărcați imagine | Raportați eroare |
| 53880.01.01                              | Fortificația de la Camenița - "Dealul Moșului / ansamblu anonim (Categorie: fortificație) (Tip: Fortificație)                                                                                     | sat Camenița, comuna Sichevița                      | Dealul Moșului               |                                                    |            |                                                       | Încărcați imagine | Raportați eroare |
| 51029.11.01                              | Situl arheologic de la Caransebeș - "Carbonifera Veche / ansamblu anonim (Categorie: locuire civilă) (Tip: Așezare)                                                                               | municipiul Caransebeș                               | Carbonifera Veche            |                                                    |            |                                                       | Încărcați imagine | Raportați eroare |
| 51029.11.02                              | Situl arheologic de la Caransebeș - "Carbonifera Veche / ansamblu anonim (Categorie: locuire civilă) (Tip: Așezare)                                                                               | municipiul Caransebeș                               | Carbonifera Veche            |                                                    |            |                                                       | Încărcați imagine | Raportați eroare |
| 51029.12.01                              | Așezarea neolitică de la Caransebeș - "Țiglărie / ansamblu anonim (Categorie: locuire civilă) (Tip: Așezare)                                                                                      | municipiul Caransebeș                               | Țiglărie                     | Starčevo - Criș                                    |            |                                                       | Încărcați imagine | Raportați eroare |
| 51029.12.02                              | Așezarea neolitică de la Caransebeș - "Țiglărie / ansamblu anonim (Categorie: locuire civilă) (Tip: Așezare)                                                                                      | municipiul Caransebeș                               | Țiglărie                     | Vinča - B                                          |            |                                                       | Încărcați imagine | Raportați eroare |
| 51029.13.01                              | Așezarea neolitică de la Caransebeș - "Valea Cenchii / ansamblu anonim (Categorie: locuire civilă) (Tip: Așezare)                                                                                 | municipiul Caransebeș                               | Valea Cenchii                | Vinča                                              |            |                                                       | Încărcați imagine | Raportați eroare |
| 51029.14.01                              | Situl arheologic de la Caransebeș - "Șesul Roșu / ansamblu anonim (Categorie: locuire civilă) (Tip: Așezare)                                                                                      | municipiul Caransebeș                               | Șesul Roșu                   |                                                    |            |                                                       | Încărcați imagine | Raportați eroare |
| 51029.14.02                              | Situl arheologic de la Caransebeș - "Șesul Roșu / ansamblu anonim (Categorie: locuire civilă) (Tip: Așezare)                                                                                      | municipiul Caransebeș                               | Șesul Roșu                   |                                                    |            |                                                       | Încărcați imagine | Raportați eroare |
| 51029.15.01                              | Situl arheologic de la Caransebeș - "Sat Bătrân / ansamblu anonim (Categorie: locuire civilă) (Tip: Așezare)                                                                                      | municipiul Caransebeș                               | Sat Bătrân                   | Vatina                                             |            |                                                       | Încărcați imagine | Raportați eroare |
| 51029.15.02                              | Situl arheologic de la Caransebeș - "Sat Bătrân / ansamblu anonim (Categorie: locuire civilă) (Tip: Așezare)                                                                                      | municipiul Caransebeș                               | Sat Bătrân                   |                                                    |            |                                                       | Încărcați imagine | Raportați eroare |
| 51029.15.03                              | Situl arheologic de la Caransebeș - "Sat Bătrân / ansamblu anonim (Categorie: locuire civilă) (Tip: Așezare)                                                                                      | municipiul Caransebeș                               | Sat Bătrân                   |                                                    |            |                                                       | Încărcați imagine | Raportați eroare |
| 51029.15.04                              | Situl arheologic de la Caransebeș - "Sat Bătrân / ansamblu anonim (Categorie: locuire civilă) (Tip: Așezare)                                                                                      | municipiul Caransebeș                               | Sat Bătrân                   | romană                                             |            |                                                       | Încărcați imagine | Raportați eroare |
| 51029.15.05                              | Situl arheologic de la Caransebeș - "Sat Bătrân / ansamblu anonim (Categorie: locuire civilă) (Tip: Așezare)                                                                                      | municipiul Caransebeș                               | Sat Bătrân                   | sec. VIII-IX d. Chr.                               |            |                                                       | Încărcați imagine | Raportați eroare |
| 51029.15.06                              | Situl arheologic de la Caransebeș - "Sat Bătrân / ansamblu anonim (Categorie: locuire civilă) (Tip: Așezare)                                                                                      | municipiul Caransebeș                               | Sat Bătrân                   | sec. XVII-XVIII d. Chr                             |            |                                                       | Încărcați imagine | Raportați eroare |
| 51029.16.01                              | Depozitul de bronzuri de la Caransebeș / ansamblu anonim (Categorie: depozit/tezaur) (Tip: Depozit)                                                                                               | municipiul Caransebeș                               |                              |                                                    | 1883       |                                                       | Încărcați imagine | Raportați eroare |
| 51029.17                                 | Tumulii preistorici la Caransebeș (Categorie: tumul) (Tip: tumul) | municipiul Caransebeș                               |                              |                                                    |            |                                                       | Încărcați imagine | Raportați eroare |
| 51029.17.01                              | Tumulii preistorici la Caransebeș / ansamblu anonim (Categorie: tumul) (Tip: Tumuli) | municipiul Caransebeș                               |                              |                                                    |            |                                                       | Încărcați imagine | Raportați eroare |
| 51029.18.01                              | Villa rustica și așezarea medievală de la Caransebeș - "Câmpul lui Corneanu / ansamblu anonim (Categorie: locuire civilă) (Tip: Villa rustica)                                                    | municipiul Caransebeș                               | Câmpul lui Corneanu          | romană sec. II d. Chr                              |            |                                                       | Încărcați imagine | Raportați eroare |
| 51029.18.02                              | Villa rustica și așezarea medievală de la Caransebeș - "Câmpul lui Corneanu / ansamblu anonim (Categorie: locuire civilă) (Tip: Așezare)                                                          | municipiul Caransebeș                               | Câmpul lui Corneanu          | sec.VI-VII d. Chr.                                 |            |                                                       | Încărcați imagine | Raportați eroare |
| 51029.19.01                              | Situl arheologic de la Caransebeș - "Poalele Dealului Zlagnița / ansamblu anonim (Categorie: locuire civilă) (Tip: Așezare)                                                                       | municipiul Caransebeș                               | Poalele Dealului Zlagnița    |                                                    |            |                                                       | Încărcați imagine | Raportați eroare |
| 51029.19.02                              | Situl arheologic de la Caransebeș - "Poalele Dealului Zlagnița / ansamblu anonim (Categorie: locuire civilă) (Tip: Așezare)                                                                       | municipiul Caransebeș                               | Poalele Dealului Zlagnița    |                                                    |            |                                                       | Încărcați imagine | Raportați eroare |
| 51029.19.03                              | Situl arheologic de la Caransebeș - "Poalele Dealului Zlagnița / ansamblu anonim (Categorie: locuire civilă) (Tip: Așezare)                                                                       | municipiul Caransebeș                               | Poalele Dealului Zlagnița    | Vatina                                             |            |                                                       | Încărcați imagine | Raportați eroare |
| 51029.19.04                              | Situl arheologic de la Caransebeș - "Poalele Dealului Zlagnița / ansamblu anonim (Categorie: locuire civilă) (Tip: Așezare)                                                                       | municipiul Caransebeș                               | Poalele Dealului Zlagnița    | sec. VII-IX d. Chr.                                |            |                                                       | Încărcați imagine | Raportați eroare |
| 51029.20.01 (Cod LMI: CS-I-s-B-10808)    | Cetatea de la Caransebeș - "Strada Romanilor / ansamblu anonim (Categorie: locuire) (Tip: Cetate de piatră)                                                                                       | municipiul Caransebeș                               | Strada Romanilor             | sec. XIII - XVIII                                  |            |                                                       | Încărcați imagine | Raportați eroare |
| 51029.20.02 (Cod LMI: CS-I-s-B-10808)    | Cetatea de la Caransebeș - "Strada Romanilor / ansamblu anonim (Categorie: locuire) (Tip: Așezare)                                                                                                | municipiul Caransebeș                               | Strada Romanilor             | sec. VIII - X                                      |            |                                                       | Încărcați imagine | Raportați eroare |
| 51029.20.02 (Cod LMI: CS-I-s-B-10808)    | Cetatea de la Caransebeș - "Strada Romanilor / complex anonim (Categorie: locuire) (Tip: bordei)                                                                                                  | municipiul Caransebeș                               | Strada Romanilor             | sec. VIII - X                                      |            |                                                       | Încărcați imagine | Raportați eroare |
| 51029.21.01                              | Tezaurul monetar medieval de la Caransebeș / ansamblu anonim (Categorie: depozit/tezaur) (Tip: tezaur)                                                                                            | municipiul Caransebeș                               |                              |                                                    | 1964       |                                                       | Încărcați imagine | Raportați eroare |
| 51029.22.01                              | Mănăstirea franciscană de la Caransebeș / ansamblu anonim (Categorie: structură de cult/religioasă) (Tip: Mănăstire)                                                                              | municipiul Caransebeș                               |                              |                                                    |            |                                                       | Încărcați imagine | Raportați eroare |
| 51029.23.01                              | Mănăstirea ortodoxă de la Caransebeș / ansamblu anonim (Categorie: structură de cult/religioasă) (Tip: Mănăstire)                                                                                 | municipiul Caransebeș                               |                              |                                                    |            |                                                       | Încărcați imagine | Raportați eroare |
| 51029.24.01                              | Mănăstirea iezuită de la Caransebeș / ansamblu anonim (Categorie: structură de cult/religioasă) (Tip: Mănăstire)                                                                                  | municipiul Caransebeș                               |                              |                                                    |            |                                                       | Încărcați imagine | Raportați eroare |
| 51029.25.01                              | Mănăstirea ortodoxă cu hramul Sf. Ioan cel Nou de la Caransebeș / ansamblu anonim (Categorie: structură de cult/religioasă) (Tip: Mănăstire)                                                      | municipiul Caransebeș                               |                              |                                                    |            |                                                       | Încărcați imagine | Raportați eroare |
| 51813.02.01                              | Situl arheologic de la Carașova - "Peștera Cerbului / ansamblu anonim (Categorie: locuire civilă) (Tip: Așezare)                                                                                  | sat Carașova, comuna Carașova                       | Peștera Cerbului             | Musterian                                          | 1936-1939  |                                                       | Încărcați imagine | Raportați eroare |
| 51813.02.02                              | Situl arheologic de la Carașova - "Peștera Cerbului / ansamblu anonim (Categorie: locuire civilă) (Tip: Așezare)                                                                                  | sat Carașova, comuna Carașova                       | Peștera Cerbului             | aurignacian                                        | 1936-1939  |                                                       | Încărcați imagine | Raportați eroare |
| 51813.02.03                              | Situl arheologic de la Carașova - "Peștera Cerbului / ansamblu anonim (Categorie: locuire civilă) (Tip: Așezare)                                                                                  | sat Carașova, comuna Carașova                       | Peștera Cerbului             | Coțofeni                                           | 1936-1939  |                                                       | Încărcați imagine | Raportați eroare |
| 51813.02.04                              | Situl arheologic de la Carașova - "Peștera Cerbului / ansamblu anonim (Categorie: locuire civilă) (Tip: Așezare)                                                                                  | sat Carașova, comuna Carașova                       | Peștera Cerbului             |                                                    | 1936-1939  |                                                       | Încărcați imagine | Raportați eroare |
| 51813.03.01                              | Așezarea paleolitică de la Carașova - "Peștera Popovăț / ansamblu anonim (Categorie: locuire civilă) (Tip: Așezare)                                                                               | sat Carașova, comuna Carașova                       | Peștera Popovăț              |                                                    | 1936-1939  |                                                       | Încărcați imagine | Raportați eroare |
| 51813.04.01                              | Situl arheologic de la Carașova - "Peștera Liliecilor / ansamblu anonim (Categorie: locuire civilă) (Tip: Așezare)                                                                                | sat Carașova, comuna Carașova                       | Peștera Liliecilor           | Starčevo - Criș                                    |            |                                                       | Încărcați imagine | Raportați eroare |
| 51813.04.02                              | Situl arheologic de la Carașova - "Peștera Liliecilor / ansamblu anonim (Categorie: locuire civilă) (Tip: Așezare)                                                                                | sat Carașova, comuna Carașova                       | Peștera Liliecilor           | Tiszapolgár                                        |            |                                                       | Încărcați imagine | Raportați eroare |
| 51813.04.03                              | Situl arheologic de la Carașova - "Peștera Liliecilor / ansamblu anonim (Categorie: locuire civilă) (Tip: Așezare)                                                                                | sat Carașova, comuna Carașova                       | Peștera Liliecilor           | Coțofeni                                           |            |                                                       | Încărcați imagine | Raportați eroare |
| 51813.04.04                              | Situl arheologic de la Carașova - "Peștera Liliecilor / ansamblu anonim (Categorie: locuire civilă) (Tip: Așezare)                                                                                | sat Carașova, comuna Carașova                       | Peștera Liliecilor           |                                                    |            |                                                       | Încărcați imagine | Raportați eroare |
| 51813.04.05                              | Situl arheologic de la Carașova - "Peștera Liliecilor / ansamblu anonim (Categorie: locuire civilă) (Tip: Așezare)                                                                                | sat Carașova, comuna Carașova                       | Peștera Liliecilor           |                                                    |            |                                                       | Încărcați imagine | Raportați eroare |
| 51813.04.06                              | Situl arheologic de la Carașova - "Peștera Liliecilor / ansamblu anonim (Categorie: locuire civilă) (Tip: Așezare)                                                                                | sat Carașova, comuna Carașova                       | Peștera Liliecilor           | daco-romană                                        |            |                                                       | Încărcați imagine | Raportați eroare |
| 51813.04.07                              | Situl arheologic de la Carașova - "Peștera Liliecilor / ansamblu anonim (Categorie: locuire civilă) (Tip: Așezare)                                                                                | sat Carașova, comuna Carașova                       | Peștera Liliecilor           | sec. IV - V; VIII d. Chr.                          |            |                                                       | Încărcați imagine | Raportați eroare |
| 51813.05.01                              | Situl arheologic de la Carașova / ansamblu anonim (Categorie: locuire civilă) (Tip: Așezare) | sat Carașova, comuna Carașova                       |                              |                                                    |            |                                                       | Încărcați imagine | Raportați eroare |
| 51813.05.02                              | Situl arheologic de la Carașova / ansamblu anonim (Categorie: locuire civilă) (Tip: Așezare) | sat Carașova, comuna Carașova                       |                              |                                                    |            |                                                       | Încărcați imagine | Raportați eroare |
| 51813.06.01                              | Situl arheologic de la Carașova - "Peștera Fugarilor / ansamblu anonim (Categorie: locuire civilă) (Tip: Așezare)                                                                                 | sat Carașova, comuna Carașova                       | Peștera Fugarilor            |                                                    |            |                                                       | Încărcați imagine | Raportați eroare |
| 51813.06.02                              | Situl arheologic de la Carașova - "Peștera Fugarilor / ansamblu anonim (Categorie: locuire civilă) (Tip: Așezare)                                                                                 | sat Carașova, comuna Carașova                       | Peștera Fugarilor            |                                                    |            |                                                       | Încărcați imagine | Raportați eroare |
| 51813.06.03                              | Situl arheologic de la Carașova - "Peștera Fugarilor / ansamblu anonim (Categorie: locuire civilă) (Tip: Așezare)                                                                                 | sat Carașova, comuna Carașova                       | Peștera Fugarilor            |                                                    |            |                                                       | Încărcați imagine | Raportați eroare |
| 51813.07.01                              | Așezarea Coțofeni de la Carașova - "La Mori / ansamblu anonim (Categorie: locuire) (Tip: Așezare)                                                                                                 | sat Carașova, comuna Carașova                       | La Mori                      | Coțofeni                                           |            |                                                       | Încărcați imagine | Raportați eroare |
| 51813.08.01                              | Așezarea hallstattiană de la Carașova - "Peștera de după Cârșe / ansamblu anonim (Categorie: locuire civilă) (Tip: Așezare)                                                                       | sat Carașova, comuna Carașova                       | Peștera de după Cârșe        |                                                    |            |                                                       | Încărcați imagine | Raportați eroare |
| 51813.09.01                              | Situl arheologic de la Carașova - "Peștera Cuptorul Porcului / ansamblu anonim (Categorie: locuire civilă) (Tip: Așezare)                                                                         | sat Carașova, comuna Carașova                       | Peștera Cuptorul Porcului    | Coțofeni                                           |            |                                                       | Încărcați imagine | Raportați eroare |
| 51813.09.02                              | Situl arheologic de la Carașova - "Peștera Cuptorul Porcului / ansamblu anonim (Categorie: locuire civilă) (Tip: Așezare)                                                                         | sat Carașova, comuna Carașova                       | Peștera Cuptorul Porcului    |                                                    |            |                                                       | Încărcați imagine | Raportați eroare |
| 51813.10.01                              | Așezarea Coțofeni de la Carașova - "Peștera Mărghitaș / ansamblu anonim (Categorie: locuire civilă) (Tip: Sit)                                                                                    | sat Carașova, comuna Carașova                       | Peștera Mărghitaș            | Coțofeni                                           |            |                                                       | Încărcați imagine | Raportați eroare |
| 51813.11.01                              | Situl arheologic de la Carașova - "Peștera Vraska / ansamblu anonim (Categorie: locuire civilă) (Tip: Așezare)                                                                                    | sat Carașova, comuna Carașova                       | Peștera Vraska               |                                                    |            |                                                       | Încărcați imagine | Raportați eroare |
| 51813.11.02                              | Situl arheologic de la Carașova - "Peștera Vraska / ansamblu anonim (Categorie: locuire civilă) (Tip: Așezare)                                                                                    | sat Carașova, comuna Carașova                       | Peștera Vraska               | Coțofeni                                           |            |                                                       | Încărcați imagine | Raportați eroare |
| 51813.11.03                              | Situl arheologic de la Carașova - "Peștera Vraska / ansamblu anonim (Categorie: locuire civilă) (Tip: Așezare)                                                                                    | sat Carașova, comuna Carașova                       | Peștera Vraska               |                                                    |            |                                                       | Încărcați imagine | Raportați eroare |
| 51813.12                                 | Obiecte medievale de la Carașova - "Peștera Deavoia (Categorie: locuire civilă) (Tip: locuire în peșteră)                                                                                         | sat Carașova, comuna Carașova                       | Peștera Deavoia              | sec. XIV-XVII d. Chr                               |            |                                                       | Încărcați imagine | Raportați eroare |
| 51813.13.01                              | Tezaurul monetar preroman de la Carașova / ansamblu anonim (Categorie: depozit/tezaur) (Tip: tezaur)                                                                                              | sat Carașova, comuna Carașova                       |                              | dacică                                             |            |                                                       | Încărcați imagine | Raportați eroare |
| 51813.14.01                              | Mănăstirea franciscană de la Carașova / ansamblu anonim (Categorie: structură de cult/religioasă) (Tip: Mănăstire)                                                                                | sat Carașova, comuna Carașova                       |                              | sec. XVII                                          |            |                                                       | Încărcați imagine | Raportați eroare |
| 51859.03.01                              | Depozitele de cremene la Cărbunari- Lacul cu Trestie / ansamblu anonim (Categorie: depozit/tezaur) (Tip: Depozit)                                                                                 | sat Cărbunari, comuna Cărbunari                     | Lacul cu Trestie,            |                                                    |            |                                                       | Încărcați imagine | Raportați eroare |
| 51859.04.01                              | Așezarea de la Cărbunari - "Poieni / ansamblu anonim (Categorie: locuire civilă) (Tip: Așezare)                                                                                                   | sat Cărbunari, comuna Cărbunari                     | Poieni                       |                                                    |            |                                                       | Încărcați imagine | Raportați eroare |
| 51859.05.01                              | Așezarea de la Cărbunari - "Șagar / ansamblu anonim (Categorie: locuire civilă) (Tip: Locuire) | sat Cărbunari, comuna Cărbunari                     | Șagar                        |                                                    |            |                                                       | Încărcați imagine | Raportați eroare |
| 51859.06.01                              | Așezarea de la Cărbunari - "Valea Porcului / ansamblu anonim (Categorie: locuire civilă) (Tip: Locuire)                                                                                           | sat Cărbunari, comuna Cărbunari                     | Valea Porcului               |                                                    |            |                                                       | Încărcați imagine | Raportați eroare |
| 51859.07.01                              | Așezarea Coțofeni de la Cărbunari - "Padina Seacă / ansamblu anonim (Categorie: locuire civilă) (Tip: Așezare)                                                                                    | sat Cărbunari, comuna Cărbunari                     | Padina Seacă                 | Coțofeni                                           |            |                                                       | Încărcați imagine | Raportați eroare |
| 51859.08.01                              | Așezarea Coțofeni de la Cărbunari - "Moara Turcului / ansamblu anonim (Categorie: locuire civilă) (Tip: Așezare)                                                                                  | sat Cărbunari, comuna Cărbunari                     | Moara Turcului               | Coțofeni                                           |            |                                                       | Încărcați imagine | Raportați eroare |
| 51859.09.01                              | Așezarea Coțofeni de la Cărbunari - "Tâlva Bălanului / ansamblu anonim (Categorie: locuire civilă) (Tip: Așezare)                                                                                 | sat Cărbunari, comuna Cărbunari                     | Tâlva Bălanului              | Coțofeni                                           |            |                                                       | Încărcați imagine | Raportați eroare |
| 50816.01                                 | Topor de piatră de la Câlnic (Categorie: descoperire izolată) (Tip: obiect izolat) | localitate componentă Calnic, municipiul Reșița     |                              |                                                    |            |                                                       | Încărcați imagine | Raportați eroare |
| 54136.01.01                              | Așezare din epoca bronzului de la Câmpia - "Via lui Ioanovici / ansamblu anonim (Categorie: locuire) (Tip: Locuire)                                                                               | sat Câmpia, comuna Socol                            | Via lui Ioanovici            |                                                    | 1901       |                                                       | Încărcați imagine | Raportați eroare |
| 54136.02.01                              | Situl arheologic de la Câmpia - "Vidara / ansamblu anonim (Categorie: locuire civilă) (Tip: Așezare)                                                                                              | sat Câmpia, comuna Socol                            | Vidara                       |                                                    |            |                                                       | Încărcați imagine | Raportați eroare |
| 54136.02.02                              | Situl arheologic de la Câmpia - "Vidara / ansamblu anonim (Categorie: locuire civilă) (Tip: Așezare)                                                                                              | sat Câmpia, comuna Socol                            | Vidara                       |                                                    |            |                                                       | Încărcați imagine | Raportați eroare |
| 54136.03.01                              | Situl arheologic de la Câmpia - "Bara / ansamblu anonim (Categorie: locuire civilă) (Tip: Așezare)                                                                                                | sat Câmpia, comuna Socol                            | Bara                         |                                                    |            |                                                       | Încărcați imagine | Raportați eroare |
| 54136.03.02                              | Situl arheologic de la Câmpia - "Bara / ansamblu anonim (Categorie: locuire civilă) (Tip: Așezare)                                                                                                | sat Câmpia, comuna Socol                            | Bara                         | daco-romană sec. III-IV d. Chr                     |            |                                                       | Încărcați imagine | Raportați eroare |
| 54136.03.03                              | Situl arheologic de la Câmpia - "Bara / ansamblu anonim (Categorie: locuire civilă) (Tip: Așezare)                                                                                                | sat Câmpia, comuna Socol                            | Bara                         |                                                    |            |                                                       | Încărcați imagine | Raportați eroare |
| 54323.01.01                              | Biserica și necropola medievală de la Cârnecea - "Dealul Bisericii / ansamblu anonim (Categorie: descoperire funerară) (Tip: Necropolă)                                                           | sat Cârnecea, comuna Ticvaniu Mare                  | Dealul Bisericii             | sec. XIV-XV d. Chr                                 |            |                                                       | Încărcați imagine | Raportați eroare |
| 54323.01.02                              | Biserica și necropola medievală de la Cârnecea - "Dealul Bisericii / ansamblu anonim (Categorie: descoperire funerară) (Tip: biserică)                                                            | sat Cârnecea, comuna Ticvaniu Mare                  | Dealul Bisericii             | sec. XIV-XV d. Chr                                 |            |                                                       | Încărcați imagine | Raportați eroare |
| 51136.01.01                              | Situl paleolitic de la Ciclova Montană / ansamblu anonim (Categorie: neprecizată) (Tip: neprecizat)                                                                                               | localitate componentă Ciclova Montană, oraș Oravița |                              |                                                    |            |                                                       | Încărcați imagine | Raportați eroare |
| 51136.02.01                              | Situl de la Ciclova Montană - "Peștera Elena / ansamblu anonim (Categorie: locuire) (Tip: Sit) | localitate componentă Ciclova Montană, oraș Oravița | Peștera Elena                |                                                    |            |                                                       | Încărcați imagine | Raportați eroare |
| 51136.02.02                              | Situl de la Ciclova Montană - "Peștera Elena / ansamblu anonim (Categorie: locuire) (Tip: Sit) | localitate componentă Ciclova Montană, oraș Oravița | Peștera Elena                | dacică                                             |            |                                                       | Încărcați imagine | Raportați eroare |
| 51136.02.03                              | Situl de la Ciclova Montană - "Peștera Elena / ansamblu anonim (Categorie: locuire) (Tip: Sit) | localitate componentă Ciclova Montană, oraș Oravița | Peștera Elena                |                                                    |            |                                                       | Încărcați imagine | Raportați eroare |
| 51136.04.01                              | Mina de cupru la Ciclova / ansamblu anonim (Categorie: exploatare/carieră) (Tip: Mină) | localitate componentă Ciclova Montană, oraș Oravița |                              |                                                    |            |                                                       | Încărcați imagine | Raportați eroare |
| 51136.04.02                              | Mina de cupru la Ciclova / ansamblu anonim (Categorie: exploatare/carieră) (Tip: Mină) | localitate componentă Ciclova Montană, oraș Oravița |                              | romană                                             |            |                                                       | Încărcați imagine | Raportați eroare |
| 51136.04.03                              | Mina de cupru la Ciclova / ansamblu anonim (Categorie: exploatare/carieră) (Tip: Mină) | localitate componentă Ciclova Montană, oraș Oravița |                              |                                                    |            |                                                       | Încărcați imagine | Raportați eroare |
| 51136.04.04                              | Mina de cupru la Ciclova / ansamblu anonim (Categorie: exploatare/carieră) (Tip: Mină) | localitate componentă Ciclova Montană, oraș Oravița |                              |                                                    |            |                                                       | Încărcați imagine | Raportați eroare |
| 51136.05.01                              | Mănăstirea ortodoxă de la Ciclova Montană- Călugăru / ansamblu anonim (Categorie: structură de cult/religioasă) (Tip: Mănăstire)                                                                  | localitate componentă Ciclova Montană, oraș Oravița | Călugăru                     |                                                    |            |                                                       | Încărcați imagine | Raportați eroare |
| 51957.02.01                              | Situl arheologic de la Ciclova Română - "Dealul Mare / ansamblu anonim (Categorie: locuire civilă) (Tip: Așezare)                                                                                 | sat Ciclova Română, comuna Ciclova Română           | Dealul Mare                  |                                                    |            |                                                       | Încărcați imagine | Raportați eroare |
| 51957.02.02                              | Situl arheologic de la Ciclova Română - "Dealul Mare / ansamblu anonim (Categorie: locuire civilă) (Tip: Așezare)                                                                                 | sat Ciclova Română, comuna Ciclova Română           | Dealul Mare                  | dacică sec. III-IV d. Chr                          |            |                                                       | Încărcați imagine | Raportați eroare |
| 51957.02.03                              | Situl arheologic de la Ciclova Română - "Dealul Mare / ansamblu anonim (Categorie: locuire civilă) (Tip: Așezare)                                                                                 | sat Ciclova Română, comuna Ciclova Română           | Dealul Mare                  | sec. XIV                                           |            |                                                       | Încărcați imagine | Raportați eroare |
| 51957.03.01                              | Situl arheologic de la Ciclova Română - "Săliște / ansamblu anonim (Categorie: locuire civilă) (Tip: Așezare)                                                                                     | sat Ciclova Română, comuna Ciclova Română           | Săliște                      | geto-dacică sec. IV                                |            |                                                       | Încărcați imagine | Raportați eroare |
| 51957.03.02                              | Situl arheologic de la Ciclova Română - "Săliște / ansamblu anonim (Categorie: locuire civilă) (Tip: Așezare)                                                                                     | sat Ciclova Română, comuna Ciclova Română           | Săliște                      | sec. VIII-IX                                       |            |                                                       | Încărcați imagine | Raportați eroare |
| 51957.03.03                              | Situl arheologic de la Ciclova Română - "Săliște / ansamblu anonim (Categorie: locuire civilă) (Tip: Așezare)                                                                                     | sat Ciclova Română, comuna Ciclova Română           | Săliște                      | sec. XI-XIII d. Chr.                               |            |                                                       | Încărcați imagine | Raportați eroare |
| 51957.04                                 | Situl arheologic de la Ciclova Română - "Tufă (Categorie: locuire) (Tip: locuire) | sat Ciclova Română, comuna Ciclova Română           | Tufă                         | sec. III-IV d. Chr, secolele XI - XII              |            |                                                       | Încărcați imagine | Raportați eroare |
| 51957.04.01                              | Situl arheologic de la Ciclova Română - "Tufă / ansamblu anonim (Categorie: locuire) (Tip: Așezare)                                                                                               | sat Ciclova Română, comuna Ciclova Română           | Tufă                         | dacică sec. III-IV d. Chr                          |            |                                                       | Încărcați imagine | Raportați eroare |
| 51957.04.02                              | Situl arheologic de la Ciclova Română - "Tufă / ansamblu anonim (Categorie: locuire) (Tip: Movilă)                                                                                                | sat Ciclova Română, comuna Ciclova Română           | Tufă                         |                                                    |            |                                                       | Încărcați imagine | Raportați eroare |
| 51957.05.01                              | Mina de fier de la Ciclova Română / ansamblu anonim (Categorie: exploatare/carieră) (Tip: Mină de extracție a fierului)                                                                           | sat Ciclova Română, comuna Ciclova Română           |                              | romană                                             |            |                                                       | Încărcați imagine | Raportați eroare |
| 51957.05.02                              | Mina de fier de la Ciclova Română / ansamblu anonim (Categorie: exploatare/carieră) (Tip: Mină de extracție a fierului)                                                                           | sat Ciclova Română, comuna Ciclova Română           |                              |                                                    |            |                                                       | Încărcați imagine | Raportați eroare |
| 54591.01.01                              | Situl arheologic de la Ciortea / ansamblu anonim (Categorie: locuire civilă) (Tip: Așezare) | sat Ciortea, comuna Vrani                           |                              | daco-romană sec. II-IV d. Chr                      |            |                                                       | Încărcați imagine | Raportați eroare |
| 54591.01.02                              | Situl arheologic de la Ciortea / ansamblu anonim (Categorie: locuire civilă) (Tip: Așezare) | sat Ciortea, comuna Vrani                           |                              | sec. VIII - IX                                     |            |                                                       | Încărcați imagine | Raportați eroare |
| 54591.02.01                              | Așezarea Latene de la Ciortea - "Rât / ansamblu anonim (Categorie: locuire civilă) (Tip: Așezare)                                                                                                 | sat Ciortea, comuna Vrani                           | Rât                          | dacică sec. III-IV d. Chr                          |            |                                                       | Încărcați imagine | Raportați eroare |
| 51993.01.01                              | Situl arheologic de la Ciuchici - "Luncă / ansamblu anonim (Categorie: locuire civilă) (Tip: Așezare)                                                                                             | sat Ciuchici, comuna Ciuchici                       | Luncă                        |                                                    |            |                                                       | Încărcați imagine | Raportați eroare |
| 51993.01.02                              | Situl arheologic de la Ciuchici - "Luncă / ansamblu anonim (Categorie: locuire civilă) (Tip: Așezare)                                                                                             | sat Ciuchici, comuna Ciuchici                       | Luncă                        | dacică sec. III-IV                                 |            |                                                       | Încărcați imagine | Raportați eroare |
| 51993.01.03                              | Situl arheologic de la Ciuchici - "Luncă / ansamblu anonim (Categorie: locuire civilă) (Tip: Așezare)                                                                                             | sat Ciuchici, comuna Ciuchici                       | Luncă                        | sec. XII-XIV d. Chr                                |            |                                                       | Încărcați imagine | Raportați eroare |
| 53390.01.01                              | Situl arheologic de la Ciuta - "Cornul Dealului / ansamblu anonim (Categorie: locuire civilă) (Tip: Așezare)                                                                                      | sat Ciuta, comuna Obreja                            | Cornul Dealului              | Vatina - Balta Sărată                              |            |                                                       | Încărcați imagine | Raportați eroare |
| 53390.01.02                              | Situl arheologic de la Ciuta - "Cornul Dealului / ansamblu anonim (Categorie: locuire civilă) (Tip: Așezare)                                                                                      | sat Ciuta, comuna Obreja                            | Cornul Dealului              | - seria Cincu-Suseni                               |            |                                                       | Încărcați imagine | Raportați eroare |
| 53390.02.01                              | Tumulul de la Ciuta / ansamblu anonim (Categorie: descoperire funerară) (Tip: Tumul) | sat Ciuta, comuna Obreja                            |                              |                                                    |            |                                                       | Încărcați imagine | Raportați eroare |
| 53185.01                                 | Situl preistoric de la Clocotici / ansamblu anonim (Categorie: locuire) (Tip: Locuire) | sat Clocotici, comuna Lupac                         |                              |                                                    |            |                                                       | Încărcați imagine | Raportați eroare |
| 52883.01.01                              | Așezarea daco-romană de la Comorâște - "Ogașul cu Piatră / ansamblu anonim (Categorie: locuire civilă) (Tip: Așezare)                                                                             | sat Comorâște, comuna Forotic                       | Ogașul cu Piatră             | daco-romană sec. III - IV                          |            |                                                       | Încărcați imagine | Raportați eroare |
| 52883.01.02                              | Așezarea daco-romană de la Comorâște - "Ogașul cu Piatră / ansamblu anonim (Categorie: locuire civilă) (Tip: Drum)                                                                                | sat Comorâște, comuna Forotic                       | Ogașul cu Piatră             |                                                    |            |                                                       | Încărcați imagine | Raportați eroare |
| 52883.02                                 | Tezaurul monetar de la Comorâște (Categorie: depozit/tezaur) (Tip: tezaur monetar) | sat Comorâște, comuna Forotic                       |                              |                                                    | 1933       |                                                       | Încărcați imagine | Raportați eroare |
| 52883.02.01                              | Tezaurul monetar de la Comorâște / ansamblu anonim (Categorie: depozit/tezaur) (Tip: tezaur) | sat Comorâște, comuna Forotic                       |                              | dacică                                             | 1933       |                                                       | Încărcați imagine | Raportați eroare |
| 52883.03.01                              | Mănăstirea ortodoxă de la Comorâște / ansamblu anonim (Categorie: structură de cult/religioasă) (Tip: Mănăstire)                                                                                  | sat Comorâște, comuna Forotic                       |                              |                                                    |            |                                                       | Încărcați imagine | Raportați eroare |
| 51886.02.01                              | Așezarea paleolitică de la Căvăran - "Dealu Păning / ansamblu anonim (Categorie: locuire) (Tip: așezare)                                                                                          | sat Căvăran, comuna Constantin Daicoviciu           | Dealu Păning                 |                                                    |            |                                                       | Încărcați imagine | Raportați eroare |
| 51886.01.01                              | Fortificația medievală de la Căvăran / ansamblu anonim (Categorie: fortificație) (Tip: Fortificație de pământ)                                                                                    | sat Căvăran, comuna Constantin Daicoviciu           | Cetatea                      |                                                    |            |                                                       | Încărcați imagine | Raportați eroare |
| 52071.01.01                              | Așezarea neolitică de la Copăcele / ansamblu anonim (Categorie: locuire civilă) (Tip: Așezare) | sat Copăcele, comuna Copăcele                       |                              |                                                    |            |                                                       | Încărcați imagine | Raportați eroare |
| 52124.01.01                              | Așezarea Tiszapolgar de la Cornea / ansamblu anonim (Categorie: locuire civilă) (Tip: Așezare) | sat Cornea, comuna Cornea                           |                              | Tiszapolgár                                        |            |                                                       | Încărcați imagine | Raportați eroare |
| 52179.02.01                              | Peștera Bobot de la Cornerva / ansamblu anonim (Categorie: locuire civilă) (Tip: Așezare în peșteră)                                                                                              | sat Cornereva, comuna Cornereva                     |                              | Coțofeni                                           |            |                                                       | Încărcați imagine | Raportați eroare |
| 52179.03.01                              | Peștera din Dealul Ierișorii de la Cornereva / ansamblu anonim (Categorie: locuire civilă) (Tip: Așezare)                                                                                         | sat Cornereva, comuna Cornereva                     |                              | Coțofeni                                           |            |                                                       | Încărcați imagine | Raportați eroare |
| 52179.04                                 | Peștera Oilor - Bobot de la Cornereva (Categorie: locuire civilă) (Tip: locuire în peșteră) | sat Cornereva, comuna Cornereva                     |                              |                                                    |            |                                                       | Încărcați imagine | Raportați eroare |
| 52179.04                                 | Peștera Oilor - Bobot de la Cornereva / ansamblu anonim (Categorie: locuire civilă) | sat Cornereva, comuna Cornereva                     |                              |                                                    |            |                                                       | Încărcați imagine | Raportați eroare |
| 52179.04.01                              | Peștera Oilor - Bobot de la Cornereva / ansamblu anonim (Categorie: locuire civilă) (Tip: Așezare în peșteră)                                                                                     | sat Cornereva, comuna Cornereva                     |                              | aurignacian                                        |            |                                                       | Încărcați imagine | Raportați eroare |
| 53443.02.01                              | Așezarea hallstattiană de la Cornuțel / ansamblu anonim (Categorie: locuire) (Tip: Locuire) | sat Cornuțel, comuna Păltiniș                       |                              | dacică                                             |            |                                                       | Încărcați imagine | Raportați eroare |
| 53498.04.01                              | Situl arheologic de la Coronini - "Dealul Coroninului / ansamblu anonim (Categorie: locuire) (Tip: Așezare)                                                                                       | sat Coronini, comuna Coronini                       | Dealul Coroninului           |                                                    |            |                                                       | Încărcați imagine | Raportați eroare |
| 53498.04.02                              | Situl arheologic de la Coronini - "Dealul Coroninului / ansamblu anonim (Categorie: locuire) (Tip: Așezare)                                                                                       | sat Coronini, comuna Coronini                       | Dealul Coroninului           |                                                    |            |                                                       | Încărcați imagine | Raportați eroare |
| 53498.04.03                              | Situl arheologic de la Coronini - "Dealul Coroninului / ansamblu anonim (Categorie: locuire) (Tip: Așezare)                                                                                       | sat Coronini, comuna Coronini                       | Dealul Coroninului           |                                                    |            |                                                       | Încărcați imagine | Raportați eroare |
| 53498.04.04                              | Situl arheologic de la Coronini - "Dealul Coroninului / ansamblu anonim (Categorie: locuire) (Tip: Așezare)                                                                                       | sat Coronini, comuna Coronini                       | Dealul Coroninului           |                                                    |            |                                                       | Încărcați imagine | Raportați eroare |
| 53498.04.05                              | Situl arheologic de la Coronini - "Dealul Coroninului / ansamblu anonim (Categorie: locuire) (Tip: Așezare)                                                                                       | sat Coronini, comuna Coronini                       | Dealul Coroninului           |                                                    |            |                                                       | Încărcați imagine | Raportați eroare |
| 53498.05.01                              | Tezaurul monetar de la Coronini - "Stânca Babacaia / ansamblu anonim (Categorie: depozit/tezaur) (Tip: tezaur)                                                                                    | sat Coronini, comuna Coronini                       | Stânca Babacaia              | dacică                                             | 1895       |                                                       | Încărcați imagine | Raportați eroare |
| 53498.06                                 | Descoperiri hallstattiene la Coronini - "Punctul între Culă și Alibeg (Categorie: neprecizată) (Tip: neprecizat)                                                                                  | sat Coronini, comuna Coronini                       | Punctul între Culă și Alibeg |                                                    |            |                                                       | Încărcați imagine | Raportați eroare |
| 53498.07.01                              | Situl arheologic de la Coronini - "Gura Livodiței / ansamblu anonim (Categorie: locuire civilă) (Tip: Așezare)                                                                                    | sat Coronini, comuna Coronini                       | Gura Livodiței               | Starčevo - Criș                                    |            |                                                       | Încărcați imagine | Raportați eroare |
| 53498.07.02                              | Situl arheologic de la Coronini - "Gura Livodiței / ansamblu anonim (Categorie: locuire civilă) (Tip: Așezare)                                                                                    | sat Coronini, comuna Coronini                       | Gura Livodiței               | Schela Cladovei                                    |            |                                                       | Încărcați imagine | Raportați eroare |
| 53498.07.03                              | Situl arheologic de la Coronini - "Gura Livodiței / ansamblu anonim (Categorie: locuire civilă) (Tip: Așezare)                                                                                    | sat Coronini, comuna Coronini                       | Gura Livodiței               | Basarabi                                           |            |                                                       | Încărcați imagine | Raportați eroare |
| 53498.07.04                              | Situl arheologic de la Coronini - "Gura Livodiței / ansamblu anonim (Categorie: locuire civilă) (Tip: Locuire)                                                                                    | sat Coronini, comuna Coronini                       | Gura Livodiței               | Musterian                                          |            |                                                       | Încărcați imagine | Raportați eroare |
| 53498.07.05                              | Situl arheologic de la Coronini - "Gura Livodiței / ansamblu anonim (Categorie: locuire civilă) (Tip: Locuire)                                                                                    | sat Coronini, comuna Coronini                       | Gura Livodiței               | secolele XIV - XV d. Chr.                          |            |                                                       | Încărcați imagine | Raportați eroare |
| 53498.08.01                              | Situl arheologic de la Coronini - "Avenul Varniței / ansamblu anonim (Categorie: locuire civilă) (Tip: Așezare)                                                                                   | sat Coronini, comuna Coronini                       | Avenul Varniței              |                                                    |            |                                                       | Încărcați imagine | Raportați eroare |
| 53498.08.02                              | Situl arheologic de la Coronini - "Avenul Varniței / ansamblu anonim (Categorie: locuire civilă) (Tip: Așezare)                                                                                   | sat Coronini, comuna Coronini                       | Avenul Varniței              |                                                    |            |                                                       | Încărcați imagine | Raportați eroare |
| 53498.09.01                              | Tumulii de la Coronini / ansamblu anonim (Categorie: descoperire funerară) (Tip: Tumuli) | sat Coronini, comuna Coronini                       |                              |                                                    |            |                                                       | Încărcați imagine | Raportați eroare |
| 53498.09.02                              | Tumulii de la Coronini / ansamblu anonim (Categorie: descoperire funerară) (Tip: Tumuli) | sat Coronini, comuna Coronini                       |                              |                                                    |            |                                                       | Încărcați imagine | Raportați eroare |
| 53498.10.01                              | Așezarea de la Coronini / ansamblu anonim (Categorie: locuire) (Tip: Locuire) | sat Coronini, comuna Coronini                       |                              |                                                    |            |                                                       | Încărcați imagine | Raportați eroare |
| 53498.11                                 | Așezarea dacică de la Coronini (Categorie: locuire civilă) (Tip: așezare) | sat Coronini, comuna Coronini                       |                              | sec. II - IV                                       |            |                                                       | Încărcați imagine | Raportați eroare |
| 53498.11.01                              | Așezarea dacică de la Coronini / ansamblu anonim (Categorie: locuire civilă) (Tip: Așezare) | sat Coronini, comuna Coronini                       |                              | dacică sec. II - IV                                |            |                                                       | Încărcați imagine | Raportați eroare |
| 53498.12.01                              | Mina de aur de la Coronini - "Vărad / ansamblu anonim (Categorie: exploatare/carieră) (Tip: Mină)                                                                                                 | sat Coronini, comuna Coronini                       |                              |                                                    |            |                                                       | Încărcați imagine | Raportați eroare |
| 53498.12.02                              | Mina de aur de la Coronini - "Vărad / ansamblu anonim (Categorie: exploatare/carieră) (Tip: Mină)                                                                                                 | sat Coronini, comuna Coronini                       |                              | dacică                                             |            |                                                       | Încărcați imagine | Raportați eroare |
| 53498.12.03                              | Mina de aur de la Coronini - "Vărad / ansamblu anonim (Categorie: exploatare/carieră) (Tip: Mină)                                                                                                 | sat Coronini, comuna Coronini                       |                              | romană                                             |            |                                                       | Încărcați imagine | Raportați eroare |
| 53498.12.04                              | Mina de aur de la Coronini - "Vărad / ansamblu anonim (Categorie: exploatare/carieră) (Tip: Mină)                                                                                                 | sat Coronini, comuna Coronini                       |                              |                                                    |            |                                                       | Încărcați imagine | Raportați eroare |
| 53498.13.01                              | Cariera de piatră de la Coronini / ansamblu anonim (Categorie: exploatare/carieră) (Tip: Carieră de piatră)                                                                                       | sat Coronini, comuna Coronini                       |                              |                                                    |            |                                                       | Încărcați imagine | Raportați eroare |
| 53498.14                                 | Descoperiri monetare la Coronini (Categorie: descoperire izolată) (Tip: obiect izolat) | sat Coronini, comuna Coronini                       |                              |                                                    |            |                                                       | Încărcați imagine | Raportați eroare |
| 51476.02.01                              | Așezarea neolitică de la Cozla - "Sirina / ansamblu anonim (Categorie: descoperire izolată) (Tip: Așezare)                                                                                        | sat Cozla, comuna Berzasca                          | Sirina                       |                                                    |            |                                                       | Încărcați imagine | Raportați eroare |
| 51476.03.01                              | Depozitul de bronzuri de la Cozla - "Piatra Lungă / ansamblu anonim (Categorie: depozit/tezaur) (Tip: Depozit)                                                                                    | sat Cozla, comuna Berzasca                          | Piatra Lungă                 | Cincu - Suseni                                     |            |                                                       | Încărcați imagine | Raportați eroare |
| 51476.04.01                              | Tezaurul de la Cozla - "Baloane / ansamblu anonim (Categorie: depozit/tezaur) (Tip: tezaur) | sat Cozla, comuna Berzasca                          | Baloane                      | dacică                                             |            |                                                       | Încărcați imagine | Raportați eroare |
| 51476.05                                 | Situl arheologic de la Cozla - "Piatra Ilișovei (Categorie: locuire civilă) (Tip: așezare) | sat Cozla, comuna Berzasca                          | Piatra Ilișovei              |                                                    |            |                                                       | Încărcați imagine | Raportați eroare |
| 51476.05.01                              | Situl arheologic de la Cozla - "Piatra Ilișovei / ansamblu anonim (Categorie: locuire civilă) (Tip: Așezare)                                                                                      | sat Cozla, comuna Berzasca                          | Piatra Ilișovei              | Starčevo - Criș                                    |            |                                                       | Încărcați imagine | Raportați eroare |
| 51476.05.02                              | Situl arheologic de la Cozla - "Piatra Ilișovei / ansamblu anonim (Categorie: locuire civilă) (Tip: Așezare)                                                                                      | sat Cozla, comuna Berzasca                          | Piatra Ilișovei              | Gârla Mare                                         |            |                                                       | Încărcați imagine | Raportați eroare |
| 51476.05.03                              | Situl arheologic de la Cozla - "Piatra Ilișovei / ansamblu anonim (Categorie: locuire civilă) (Tip: Depozit)                                                                                      | sat Cozla, comuna Berzasca                          | Piatra Ilișovei              |                                                    |            |                                                       | Încărcați imagine | Raportați eroare |
| 51476.05.04                              | Situl arheologic de la Cozla - "Piatra Ilișovei / ansamblu anonim (Categorie: locuire civilă) (Tip: Așezare)                                                                                      | sat Cozla, comuna Berzasca                          | Piatra Ilișovei              | Basarabi                                           |            |                                                       | Încărcați imagine | Raportați eroare |
| 51476.05.05                              | Situl arheologic de la Cozla - "Piatra Ilișovei / ansamblu anonim (Categorie: locuire civilă) (Tip: Așezare)                                                                                      | sat Cozla, comuna Berzasca                          | Piatra Ilișovei              |                                                    |            |                                                       | Încărcați imagine | Raportați eroare |
| 53906.01.01                              | Necropola de la Cracul Almaj / ansamblu anonim (Categorie: descoperire funerară) (Tip: Necropolă)                                                                                                 | sat Cracul Almaj, comuna Sichevița                  |                              |                                                    |            |                                                       | Încărcați imagine | Raportați eroare |
| 52133.01.01                              | Așezarea daco-romană de la Crușovăț - "Luncă / ansamblu anonim (Categorie: locuire civilă) (Tip: Așezare)                                                                                         | sat Crușovăț, comuna Cornea                         | Luncă                        | daco-romană secolele III-IV                        |            |                                                       | Încărcați imagine | Raportați eroare |
| 52142.02.01                              | Așezarea dacică de la Cuptoare - "Săliște / ansamblu anonim (Categorie: locuire civilă) (Tip: Așezare)                                                                                            | sat Cuptoare, comuna Cornea                         | Săliște                      | dacică                                             |            |                                                       | Încărcați imagine | Raportați eroare |
| 52142.03.01                              | Situl arheologic de la Cuptoare - "Sat Bătrân / ansamblu anonim (Categorie: locuire civilă) (Tip: așezare rurală)                                                                                 | sat Cuptoare, comuna Cornea                         | Sat Bătrân                   | sec.XIII-XIV                                       |            |                                                       | Încărcați imagine | Raportați eroare |
| 52142.03.02                              | Situl arheologic de la Cuptoare - "Sat Bătrân / ansamblu anonim (Categorie: locuire civilă) (Tip: Cetate)                                                                                         | sat Cuptoare, comuna Cornea                         | Sat Bătrân                   | dacică                                             |            |                                                       | Încărcați imagine | Raportați eroare |
| 52142.04.01                              | Tezaurul monetar de la Cuptoare - "Piatra Albă / ansamblu anonim (Categorie: depozit/tezaur) (Tip: Depozit)                                                                                       | sat Cuptoare, comuna Cornea                         | Piatra Albă                  | dacică                                             |            |                                                       | Încărcați imagine | Raportați eroare |
| 52142.04.02                              | Tezaurul monetar de la Cuptoare - "Piatra Albă / ansamblu anonim (Categorie: depozit/tezaur) (Tip: tezaur)                                                                                        | sat Cuptoare, comuna Cornea                         | Piatra Albă                  | romană                                             |            |                                                       | Încărcați imagine | Raportați eroare |
| 51029.28.01 (Cod LMI: CS-II-m-B-11060)   | Catedrala "Sf. Gheorghe" de la Caransebeș / ansamblu Biserica "Sf. Gheorghe" (Categorie: structură de cult/religioasă) (Tip: Biserică)                                                            | municipiul Caransebeș                               | str. Muntele Mic 2           | 1444; reconstruită 1739; modificări 1759           |            |                                                       | Încărcați imagine | Raportați eroare |
| 51029.39.01 (Cod LMI: CS-II-m-B-11075)   | Clădirea medievală din Caransebeș / ansamblu anonim (Categorie: construcție) (Tip: Clădire) | municipiul Caransebeș                               | str. Mihai Viteazul 10       | a doua jumătate a sec. al XVIII-lea                |            |                                                       | Încărcați imagine | Raportați eroare |
| 51136.06.01                              | Situl arheologic de la Ciclova Montană-Lenuța / ansamblu anonim (Categorie: locuire) (Tip: Locuință rupestră)                                                                                     | localitate componentă Ciclova Montană, oraș Oravița | Lenuța                       |                                                    |            |                                                       | Încărcați imagine | Raportați eroare |
| 51136.06.02                              | Situl arheologic de la Ciclova Montană-Lenuța / ansamblu anonim (Categorie: locuire) (Tip: Locuință rupestră)                                                                                     | localitate componentă Ciclova Montană, oraș Oravița | Lenuța                       |                                                    |            |                                                       | Încărcați imagine | Raportați eroare |
| 51136.06.03                              | Situl arheologic de la Ciclova Montană-Lenuța / ansamblu anonim (Categorie: locuire) (Tip: Locuință rupestră)                                                                                     | localitate componentă Ciclova Montană, oraș Oravița | Lenuța                       |                                                    |            |                                                       | Încărcați imagine | Raportați eroare |
| 51136.07.01                              | Exploatarea minieră de cupru de la Ciclova Montană / ansamblu anonim (Categorie: carieră/mine) (Tip: Mină)                                                                                        | localitate componentă Ciclova Montană, oraș Oravița |                              | mil.II î.Hr.                                       |            |                                                       | Încărcați imagine | Raportați eroare |
| 51136.07.02                              | Exploatarea minieră de cupru de la Ciclova Montană / ansamblu anonim (Categorie: carieră/mine) (Tip: Mină)                                                                                        | localitate componentă Ciclova Montană, oraș Oravița |                              |                                                    |            |                                                       | Încărcați imagine | Raportați eroare |
| 51136.07.03                              | Exploatarea minieră de cupru de la Ciclova Montană / ansamblu anonim (Categorie: carieră/mine) (Tip: Mină)                                                                                        | localitate componentă Ciclova Montană, oraș Oravița |                              |                                                    |            |                                                       | Încărcați imagine | Raportați eroare |
| 51136.07.04                              | Exploatarea minieră de cupru de la Ciclova Montană / ansamblu anonim (Categorie: carieră/mine) (Tip: Mină)                                                                                        | localitate componentă Ciclova Montană, oraș Oravița |                              |                                                    |            |                                                       | Încărcați imagine | Raportați eroare |
| 51957.07.01                              | Așezarea daco-romană de la Ciclova Română / ansamblu anonim (Categorie: locuire) (Tip: așezare)                                                                                                   | sat Ciclova Română, comuna Ciclova Română           |                              | sec.III-IV d.Hr.                                   |            |                                                       | Încărcați imagine | Raportați eroare |
| 50825.01.01                              | Așezarea eneolitică de la Cuptoare-Sfogea / ansamblu anonim (Categorie: locuire) (Tip: așezare)                                                                                                   | localitate componentă Cuptoare, municipiul Reșița   | Sfogea                       | Sălcuța                                            |            |                                                       | Încărcați imagine | Raportați eroare |
| 50825.01.02                              | Așezarea eneolitică de la Cuptoare-Sfogea / ansamblu Necropolă medievală timpurie (Categorie: locuire) (Tip: Morminte)                                                                            | localitate componentă Cuptoare, municipiul Reșița   | Sfogea                       | sec.XII-XIV                                        |            |                                                       | Încărcați imagine | Raportați eroare |
| 50825.01.03                              | Așezarea eneolitică de la Cuptoare-Sfogea / ansamblu Mormânt getic (Categorie: locuire) (Tip: mormant)                                                                                            | localitate componentă Cuptoare, municipiul Reșița   | Sfogea                       | sec V î.Hr.                                        |            |                                                       | Încărcați imagine | Raportați eroare |
| 50825.02.01                              | Așezarea dacică de la Cuptoare-Săliște / ansamblu anonim (Categorie: locuire) (Tip: așezare) | localitate componentă Cuptoare, municipiul Reșița   | Săliște                      |                                                    |            |                                                       | Încărcați imagine | Raportați eroare |
| 50825.03.01                              | Așezarea medievala de la Cuptoare-Sat Batrân / ansamblu anonim (Categorie: locuire) (Tip: Așezare)                                                                                                | localitate componentă Cuptoare, municipiul Reșița   | Sat Bătrân                   | sec.XIII-XIV d.Hr.                                 |            |                                                       | Încărcați imagine | Raportați eroare |
| 51029.06.01                              | Situl arheologic de la Caransebeș-Țigănești / ansamblu anonim (Tip: constructie) | municipiul Caransebeș                               | Țigănești                    |                                                    |            |                                                       | Încărcați imagine | Raportați eroare |
| 51029.06.02                              | Situl arheologic de la Caransebeș-Țigănești / ansamblu anonim (Tip: Necropoă de înhumație) | municipiul Caransebeș                               | Țigănești                    |                                                    |            |                                                       | Încărcați imagine | Raportați eroare |
| 52142.01.01 (Cod LMI: CS-I-m-B-10819.02) | Situl arheologic de la Cuptoare - "Dealul Sfogea" / ansamblu anonim (Categorie: locuire civilă) (Tip: Așezare)                                                                                    | sat Cuptoare, comuna Cornea                         | Dealul Sfogea                | Sălcuța                                            |            |                                                       | Încărcați imagine | Raportați eroare |
| 52142.01.02 (Cod LMI: CS-I-m-B-10819.01) | Situl arheologic de la Cuptoare - "Dealul Sfogea" / ansamblu anonim (Categorie: locuire civilă) (Tip: Necropolă)                                                                                  | sat Cuptoare, comuna Cornea                         | Dealul Sfogea                | sec. XII - XIV                                     |            |                                                       | Încărcați imagine | Raportați eroare |
| 52142.01.03 (Cod LMI: CS-I-m-B-10819.03) | Situl arheologic de la Cuptoare - "Dealul Sfogea" / ansamblu anonim (Categorie: locuire civilă) (Tip: Mormânt - puț)                                                                              | sat Cuptoare, comuna Cornea                         | Dealul Sfogea                |                                                    |            |                                                       | Încărcați imagine | Raportați eroare |
| 52142.01.04 (Cod LMI: CS-I-s-B-10819)    | Situl arheologic de la Cuptoare - "Dealul Sfogea" / ansamblu anonim (Categorie: locuire civilă) (Tip: Mormânt)                                                                                    | sat Cuptoare, comuna Cornea                         | Dealul Sfogea                | dacică sec. V î. Chr.                              |            |                                                       | Încărcați imagine | Raportați eroare |
| 51029.07.01 (Cod LMI: CS-I-s-B-10807)    | Biserica medievală din Caransebeș / ansamblu anonim (Categorie: structură de cult/religioasă) (Tip: Biserică de tip romanic-tip sală)                                                             | municipiul Caransebeș                               | str. Revoluției              | sec. XIII - XIV                                    |            |                                                       | Încărcați imagine | Raportați eroare |
| 51029.10.01                              | Situl arheologic de la Caransebeș - "Poligon - Livadă" / ansamblu anonim (Categorie: locuire) (Tip: Așezare)                                                                                      | municipiul Caransebeș                               | Poligon - Livadă             | Vinča - A3 - B2                                    | 1962       |                                                       | Încărcați imagine | Raportați eroare |
| 51029.10.02                              | Situl arheologic de la Caransebeș - "Poligon - Livadă" / ansamblu anonim (Categorie: locuire) (Tip: Necropolă)                                                                                    | municipiul Caransebeș                               | Poligon - Livadă             | Vatina - Balta Sărată - IIa                        | 1962       |                                                       | Încărcați imagine | Raportați eroare |